# 豐橋鐵道T1000型電車
豐橋鐵道T1000型電車（日语：／ Toyohashi Tetsudō T1000-gata densha）是豐橋鐵道的東田本線使用的路面電車車輛，也是採用3節車廂連結及2台轉向架構造的超低底盤電車，其暱稱為「Hot-tram）」。T1000型屬於ALNA車輛所製造的超低底盤電車「Little Dancer」的系列之一，目前僅T1001編組自2008年12月開始在東田本線上運轉。

## 導入背景
2005年，豐橋鐵道向名古屋鐵道收購8輛因該公司部分路線廢止而多出來的路面電車，而上述電車則在同年8月陸續投入至東田本線上運行。其中導入至豐橋鐵道的名鐵Mo 800型電車因其車廂的中間區域採用高度相當低的地板（距離軌道面上方42cm），使其特性逐漸被廣泛認知，並成為豐橋鐵道後來導入T1000型電車的契機。
2005年11月，豐橋鐵道與愛知縣廳、豐橋市政府和國土交通省中部運輸局等行政機關共同組成協議會，並制定「豐橋路面電車活性化事業計畫」。該計畫的內容包括引進超低底盤電車、改善與無障礙化電車的停留場，以及導入智慧交通卡。根據該計畫，豐橋鐵道原本規劃在2007年引進超低底盤電車，並以「豐橋原創設計」「三車廂連接電車」和「日本國產車輛」為目標與電車製造商ALNA車輛進行協商。但ALNA車輛在協商中表示難以在2007年中生產出符合豐橋鐵道要求的電車。因此雙方協議將新型超低底盤電車的導入日期延後至2008年，豐橋鐵道則將停留場的改善工程提前至2007年進行。
T1000型電車的製造費用約為2億5千萬日圓，其中一半由日本中央政府和豐橋市政府的補助金共同分擔；而豐橋市透過地域公共交通活性化基金所募集的3500萬日圓也被用於車輛的購買費用上，因此豐橋鐵道自行負擔的費用預估低於1億日圓。

## 規格與構造

### 車型
T1000型電車是由ALNA車輛製造的3節車廂連結及2台轉向架構造的超低底盤電車，並且屬於其製造的「Little Dancer」系列中的「Ua型」電車。「Little Dancer」系列的首款電車於2002年開始投入使用，其設計為將轉向架配置在駕駛台下方附近，其餘的客室區域則採用高度相當低的地板。但ALNA車輛在2003年至2006年生產的長崎電氣軌道3000型電車將原本安裝在轉向架上的牽引馬達移至車體上固定，使電車的客室實現100%的超低地板結構。此類電車被稱為Little Dancer 系列中的「U型」電車。
相較於適用標準軌距1435mm的U型電車，Ua型電車則是為了適用於窄軌軌距1067mm的路線，而以U型電車為基礎進行開發的電車。該車型透過重新調整電車機電設備的位置，將客室走道的寬度擴大至與U型電車相等的寬度。而T1000型即為首款「Ua型」電車，並且成為該系列的標準型號。

### 車體
T1000型電車面向赤岩口停留場的前頭車被稱為「A車」，中間車廂為「B車」，面向站前停留場的前頭車則稱為「C車」。車體使用鋼打造，除去車廂連結處的長度（0.4m）後，兩節前頭車的長度均為5.2m，中間車廂為5.0m；而整列編組包含連結處的總長度則為16.2m。車體寬度為2.4m，高為3.265m（集電弓收折後為3.8m），總重量為23噸。
車頭正面採用曲面結構，並安裝大型的三次曲面玻璃；其上方則嵌入LED燈目的地顯示幕。而車頭正面下方的前照燈最初使用鹵素燈泡，後照燈則使用紅色的LED燈；隨後前照燈在2018年3月更換成LED燈。車體的左右兩側均設置2道旅客用車門，其位置分別在前頭車駕駛台後方（行駛方向）的左側，以及中間車車體的中央區域。旅客用車門均使用電動式的內嵌式門，其中前頭車的車門有效寬度約為90cm，中間車的有效寬度則為120cm。電車運行時，前頭車的車門為旅客的乘車用入口，中間車的車門則為旅客下車用的出口。關於客室的窗戶配置，前頭車在設有車門的一側安裝2面窗戶，未設置車門的另一側則安裝3面窗戶；而中間車則在左右兩側各安裝2面窗戶。同時2輛前頭車車門的右上方均有安裝LED目的地顯示幕。
車體塗裝以白色為主，並在窗戶下方搭配由綠色至藍色的漸層條紋。該設計的靈感源自於東三河地區的自然景觀、流經豐橋市的豐川、三河灣與太平洋的海水及藍天。

### 客室設備
T1000型的內裝以奶油色為主，天花板採用帶有木紋的裝飾面板；照明設備則結合螢光燈與嵌燈營造出如同居家起居間般的氛圍。客室內高度較低的地板高度為38cm，乘客用車門處則降至35cm；而兩輛前頭車轉向架上方的區域高度為48cm。各區域之間的高低落差透過坡度8%的緩坡互相連接，以確保車廂內的通道沒有任何階梯落差；而通道的最小寬度則維持在82cm。
座椅配置方面，T1000型的兩輛前頭車均配有4組背靠背的單人座對坐式座椅，中間車則在旅客用車門的左右兩側設置長條座椅，包含站立的乘客在內共可容納74人。同時中間車面向站前停留場，且位於行駛方向左前端的部分座位為可摺疊式的座椅，並設有固定輪椅的安全帶，以兼作無障礙座位使用。
側面窗戶的窗簾可依乘客的需求自由調整高度。同時兩輛前頭車的駕駛台旁均有設置具備找零功能且支援智慧交通卡的車資箱，而駕駛台背面的隔板上方也安裝液晶式的列車資訊顯示幕。

## 運用
豐橋鐵道在「豐橋路面電車活性化事業計畫」中只計畫引入1列T100型的編組。首輛編組T001於2008年10月27日搬運至東田本線的赤岩口車庫，並以同年8月自公開招募列車暱稱的836件回覆中選定「Hot-tram）」作為本型車的暱稱。T1001編組於2008年12月29日交付給豐橋鐵道，並在同日於站前停留場舉行發車典禮後正式投入使用。
由於東田本線長期使用自其他鐵路公司購入的二手鐵路車輛，因此本編組成為該線開業後的翌年（1926年）引進豐橋電氣軌道1型電車以來，時隔82年再度導入全新的鐵路車輛。2009年，T1001編組作為窄軌用路面電車中首輛以日本國產技術打造的超低底盤電車而落得高度評價，並於同年的10月25日獲得鐵道友之會頒發桂冠獎。
T1001編組在運行時因無法通過位於井原停留場附近，通往運動公園前停留場支線上半徑11m的急轉彎，因此並未在該區間往返運行。此狀況與豐橋鐵道Mo 800型801號電車相同，但後者在2018年進行改造工程後已可通過該路段，因此目前只有T1001編組仍無法通過運動公園前停留場支線上的急彎。
自2024年3月15日至2025年3月21日，T1001編組為紀念豐橋鐵道開業100周年，因此以1型電車為設計靈感將車身塗成酒紅色，並貼上100周年的紀念標誌。